# Текелійська міська адміністрація
Текелі́йська міська адміністрація (каз. Текелі қаласы әкімдігі, рос. Текелийская городская администрация) — адміністративна одиниця у складі Жетисуської області Казахстану, прирівняна до району. Адміністративний центр — місто Текелі.

## Населення
Населення — 30269 осіб (2010; 27122 у 2009, 25201 у 1999, 33187 у 1989).
Національний склад (станом на 2010 рік):
- росіяни — 13433 особи (47,58%)
- казахи — 12282 особи (43,50%)
- татари — 688 осіб
- німці — 529 осіб
- корейці — 367 осіб
- українці — 342 особи
- чеченці — 124 особи
- уйгури — 103 особи
- узбеки — 53 особи
- білоруси — 41 особа
- азербайджанці — 40 осіб
- киргизи — 18 осіб
- курди — 7 осіб
- турки — 7 осіб
- дунгани — 5 осіб
- поляки — 3 особи
- греки — 1 особа
- інші — 189 осіб

## Склад
До складу міської адміністрації входять місто Текелі та 1 сільський округ:
| Населений пункт, поселення | Площа, км² | Населення, осіб (1989) | Населення, осіб (1999) | Населення, осіб (2009) | Населення, осіб (2021) | Центр     | К-ть НП |
| -------------------------- | ---------- | ---------------------- | ---------------------- | ---------------------- | ---------------------- | --------- | ------- |
| Текелі, місто              | -          | 31428                  | 23982                  | 26062                  | 29253                  | -         | 1       |
| Рудничний сільський округ  | -          | 1759                   | 1219                   | 1060                   | 1016                   | Рудничний | 1       |